# Malá Morávka
Malá Morávka (německy Klein Mohrau) je obec v okrese Bruntál v Moravskoslezském kraji, ležící po obou stranách historické zemské hranice Moravy a Slezska, kterou zde tvoří řeka Moravice, jež obcí protéká. Má 632 obyvatel a její katastrální území má rozlohu 6 158 ha. Ve slezské části obce se nacházejí Petrovy kameny i rozhledna a televizní vysílač na vrcholu Pradědu. Katastr obce leží částečně v CHKO Jeseníky a NPR Praděd. Sousedními obcemi sídla jsou Loučná nad Desnou, Světlá Hora, Ludvíkov, Rudná pod Pradědem, Stará Ves, Václavov u Bruntálu, Vrbno pod Pradědem, Karlova Studánka, Dolní Moravice a Vernířovice.

## Historie
První písemná zmínka o Malé Morávce pochází z roku 1594, první písemná zmínka o Karlově pod Pradědem je z roku 1680.

### 16. století
Malá Morávka byla hornickou obcí. Dolovalo se v okolí říčky Moravice a Bělokamenného potoka. V 16. století se ruda odtud vozila do bruntálského hamru. Před rokem 1598 zde nechal Bernard z Vrbna postavit nové hutě a čtyři hamry (Dolní, Prostřední a dva Horní), aby tak byly přímo u zdrojů surovin (železné rudy, dřeva a vody).
O existenci dolů informují archivní záznamy z počátku 17. století. Zpráva z roku 1618 uvádí doly ve třech lokalitách. U dolní části dnešní obce se uvádí důl Nejsvětější Trojice, blíže k horám ležely Dolní a Horní Ulrych (dnes na úpatí Javorového vrchu), které měly nejvíce štol. Tyto jsou dodnes velmi zachovalé. Těžilo se i na Železném vrchu a Ranné (Morgenland). Dolní hamr se nacházel pod nynějším nádražím, náhon, který sem směřoval, je v terénu už jen málo patrný. Hamr měl tři pece, dmychadlo a stoupu na rudu i strusku. Vrchnost při něm postavila dům. Prostřední hamr se nalézal pravděpodobně pod dnešní farou a měl dvě pece, dmychadla, výheň a stoupu.
Horní Hamry s obvyklým příslušenstvím stály u dnešního domu č. p. 75. U těchto hamrů stálo i několik domů. Při cestě pod tímto největším hutním střediskem Malé Morávky postavila vrchnost pět obytných domků pro zdatné odborníky, kteří sem přišli nejenom z blízkého okolí, ale i z Německa. Na okraji obce, směrem k Bruntálu se nacházel panský nájemní dvůr. Dále zde byla pila a mlýn.

### 17. století
V roce 1614 bylo v Malé Morávce evidováno sedmnáct usedlých, kteří si postavili dřevěný halový kostel, v němž působil luteránský kazatel. Jan Hynek z Vrbna dal ve stejném roce postavit v Morávce nový hamr na výrobu kos. Tento stál v místě dnešního čp. 3. V roce 1621 byl majetek pánů z Vrbna konfiskován a dostal se do majetku Řádu německých rytířů. Velmistr řádu arcivévoda Karel vybudoval v Malé Morávce slévárnu na děla, koule a muškety. V roce 1626 Dáni vpadli do okolí zdejší obce a odvezli i zásoby železa. V roce 1640 se uvádí stejný počet domů jako koncem 20. let – tj. 42 domů. O dva roky později měla Malá Morávka asi dvě stě padesát obyvatel. V době švédské okupace se místní produkce na dalších pět let zastavila. Voda prý zaplavila štoly, některé pece zpustly a výroba zbraní se už nikdy neobnovila. Do roku 1682 se počet obyvatel zvýšil asi na pět set a vznikaly i další hamry a chalupy. Rychtář Tomáš Gross postavil v obci rychtu, dnes čp. 59, v níž byla i hospoda. V roce 1678 zakoupil tuto dědičnou rychtu Balzer Richter, dosavadní správce komendy Řádu německých rytířů v Opavě.

### 18. století
Richtrové plnili funkci rychtářů až do roku 1817, kdy si rychtářství zakoupil Jan Muller. Za jejich působení však rychta roku 1740 vyhořela, ale byla postupně obnovena. V prvních čtyřech desetiletích 18. století obec i drátovny prosperovaly. Drátovny v té době vlastnila většinou rodina Schilderů. V roce 1740 však vrchnost zrušila Prostřední huť (hamr) a objekt nechala upravit na nájemní dům. Drátovnu v horní části obce (čp. 98) získal v dražbě Antonín Weiss, který v Malé Morávce vlastnil jeden z hamrů a v roce 1744 získal i drátovnu u čp. 130. S ním vstoupila do Malé Morávky rodina, jejíž jméno bylo po další čtyři generace spojeno s historií zdejšího drátařství a později i papírenství. Weissové odkoupili i nejmladší vrchnostenský (Karlův) hamr, postavený roku 1780 a pak i další hamr. Kolem roku 1790 stálo v Malé Morávce více než sto padesát domů, většinou šlo o dřevěné roubenky sudetoněmeckého jesenického typu.

### 19. a 20. století
V 19. století se dolování utlumovalo, ve štolách tehdy pracovalo i sto lidí. V 70. letech 19. století dolování zcela ustalo, poněvadž zdejší ruda nemohla soutěžit s rudami z jiných nalezišť. Konkurence vítkovických železáren a bohumínských drátoven způsobily téměř úplný zánik kdysi významného železářského průmyslu v Malé Morávce. Zde zůstal v činnosti pouze starý Karlův hamr, později továrna Olbrichova. Pošta je v obci od roku 1859. Přesto byla Malá Morávka v 19. století značně průmyslovou obcí. K roku 1856 se připomíná zmíněna továrna F. Olbricha na řetězy, dráty a hřebíky, která měla roku 1938 420 zaměstnanců. Od roku 1833 byla na místě vyhořelé drátovny Janem Klementem Weissem papírna a továrna na papírenské stroje. Existovala zde i další papírna. Od roku 1899 přádelna a tkalcovna Herold a Roth, která měla roku 1910 150 zaměstnanců. Dále malá továrna na žebříky, dvě pily, kamenolom.
Od roku 1901 vede do obce železniční trať z Bruntálu (trať číslo 312), na které však byla z důvodu nízkého využití cestujícími dne 28. září 2009 osobní doprava zcela zrušena. V zimě byla navíc trať kvůli závějím delší dobu nesjízdná. Na léto 2019 bylo plánováno obnovení provozu na trati.
K roku 1925 byla v obci záložna a od roku 1909 konzum. Byly zde dvě obecné školy, později jen jedna k roku 1925 o pěti třídách. Byla zde také k roku 1925 živnostenská pokračovací škola. V obci působil hornický hudební spolek, pěvecký spolek, od roku 1870 hasičský tovární spolek, od roku 1898 další hasičský spolek, spolek kovodělníků, zemědělských dělníků, zemědělců atp. Obec byla osídlena prakticky jen německým obyvatelstvem. Roku 1938 se stala součástí Německa. Obec byla obsazena Rudou armádou 7. května 1945 a opět připojena k Československu. Poté následovalo vysídlení německého obyvatelstva.

## Obyvatelstvo
Počet obyvatel celé obce Malá Morávka podle sčítání nebo jiných úředních záznamů:
| Rok            | 1869 | 1880 | 1890 | 1900 | 1910 | 1921 | 1930 | 1950 | 1961 | 1970 | 1980 | 1991 | 2001 |
| -------------- | ---- | ---- | ---- | ---- | ---- | ---- | ---- | ---- | ---- | ---- | ---- | ---- | ---- |
| Počet obyvatel | 2106 | 2383 | 2317 | 2000 | 2064 | 1796 | 1684 | 1027 | 900  | 783  | 816  | 717  | 754  |

1. ↑  z toho: 42 Čechoslováků, 1599 Němců; 1651 řím. kat., 27 evang., 3 izrael., 3 bez vyzn.
2. ↑  z toho: 664 Čechů, Moravanů a Slezanů, 43 Slováků, 12 Němců, 1 Polák; 163 řím. kat., 3 čsl. hus., 13 evang., 1 pravosl., 445 bez vyzn.

V celé obci Malá Morávka je evidováno 527 adres : 375 čísel popisných (trvalé objekty) a 152 čísel evidenčních (dočasné či rekreační objekty). Při sčítání lidu roku 2001 zde bylo napočteno 305 domů, z toho 139 trvale obydlených.
Počet obyvatel samotné Malé Morávky podle sčítání nebo jiných úředních záznamů:
| Rok            | 1869 | 1880 | 1890 | 1900 | 1910 | 1921 | 1930 | 1950 | 1961 | 1970 | 1980 | 1991 | 2001 |
| -------------- | ---- | ---- | ---- | ---- | ---- | ---- | ---- | ---- | ---- | ---- | ---- | ---- | ---- |
| Počet obyvatel | 1499 | 1691 | 1649 | 1416 | 1522 | 1338 | 1255 | 665  | 665  | 580  | 632  | 574  | 669  |

1. ↑  z toho: 40 Čechoslováků, 1187 Němců; 1239 řím. kat., 10 evang., 3 izrael., 3 bez vyzn.

V samotné Malé Morávce je evidováno 313 adres : 264 čísel popisných a 49 čísel evidenčních. Při sčítání lidu roku 2001 zde bylo napočteno 233 domů, z toho 112 trvale obydlených.

## Muzea
- Muzeum Kapličkový vrch v kapli Nejsvětější Trojice na Kapličkovém vrchu

## Pamětihodnosti
- Fara z roku 1854.
- Kaple na Kapličkovém vrchu, postavená v letech 1690 až 1693 Václavem Schilderem. Měla zděný presbytář a roubenou loď. Věkem sešla, a tak ji bratři Weissové nechali opravit. Při tom byla roubená loď nahrazena zděnou. Ze staré kaple byly do nové přeneseny stropní kazety, přemalované výjevy ze života Ježíše Krista, evangelistů, apoštolů a dalších novozákonních osob. Nástěnná malba na čelní stěně lodi představuje anděly s citáty z bible. Kaple byla roku 1767 zasvěcena Nejsvětější Trojici.[5]
- Náhrobek dr. prof. Friedricha Kolematiho a náhrobek rodiny Weissů na místním hřbitově u kostela.
- Římskokatolický farní kostel Nejsvětější Trojice, barokní stavba z let 1790 až 1793.[6] Obraz na hlavním oltáři je od Jana Františka Greipela a boční oltář Jana Nepomuckého, situovaný na evangelijní straně, je prací N. Kindermanna. Oltář Svatého Kříže na protější straně vytvořil sochař Ondřej Koschatský. Varhany jsou z roku 1915 a jde o nástroj Riegrovy firmy z Krnova.[5]

## Galerie

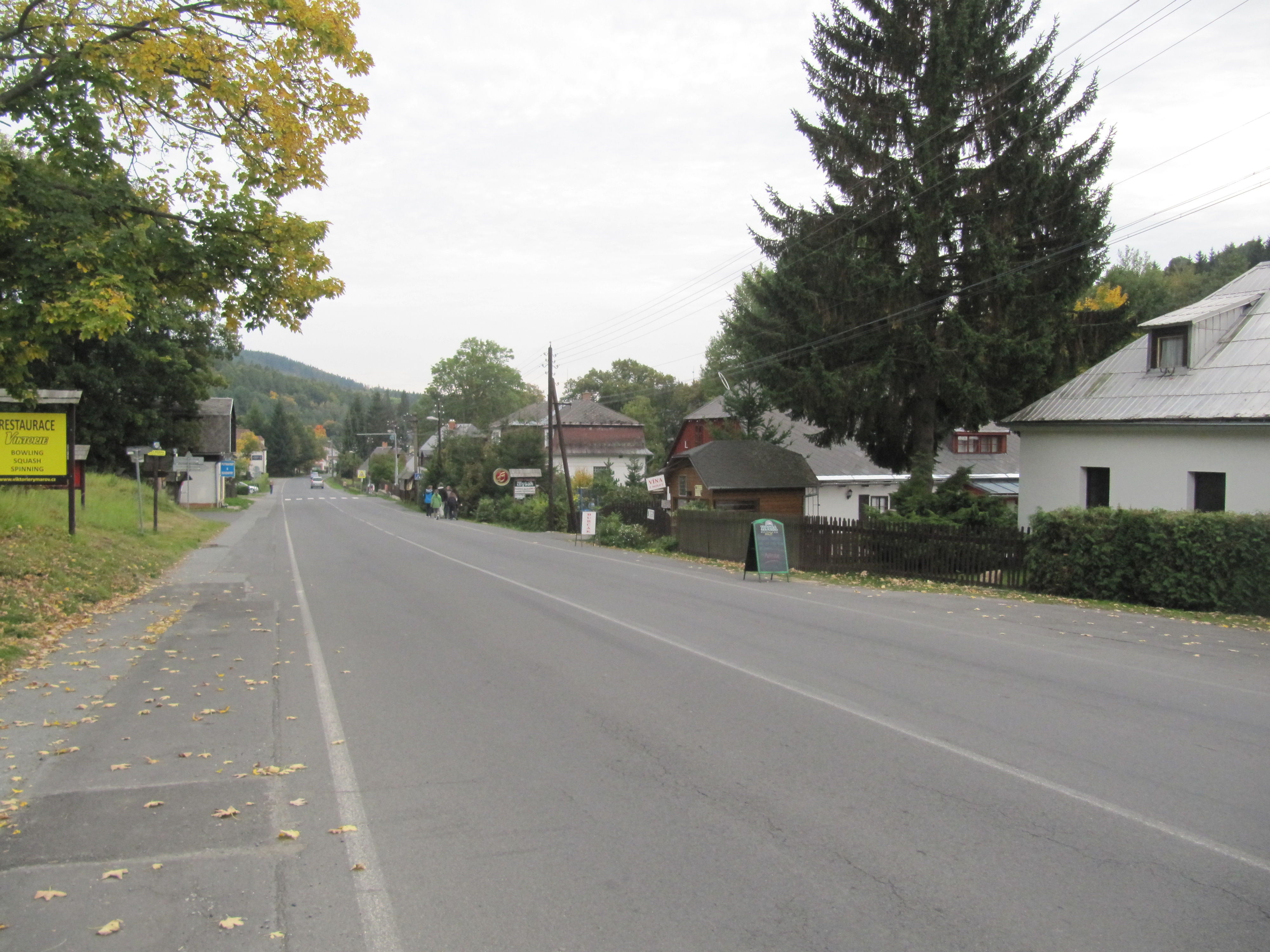
Hlavní ulice
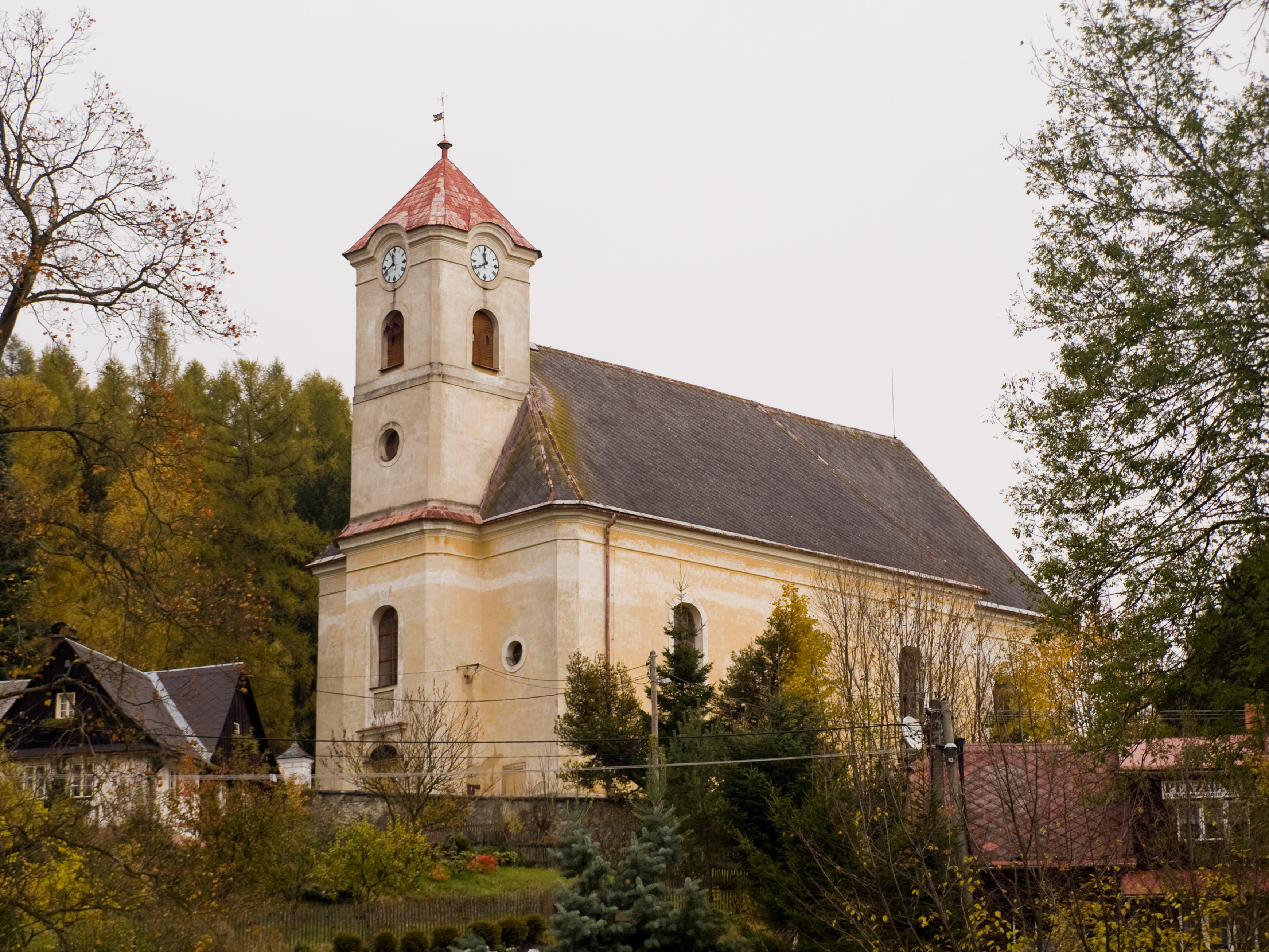
Kostel Nejsvětější Trojice
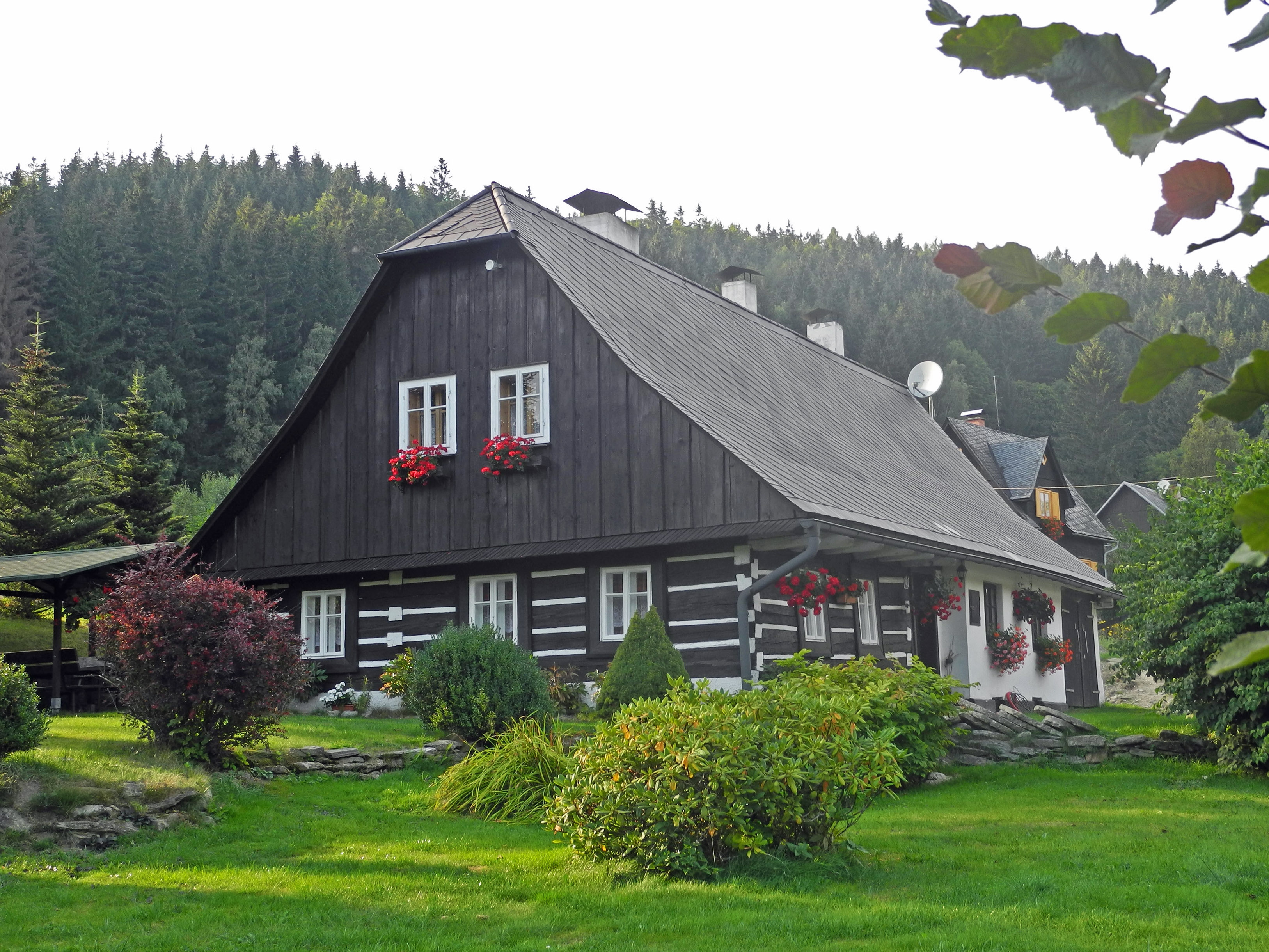
Typická chalupa, čp. 149
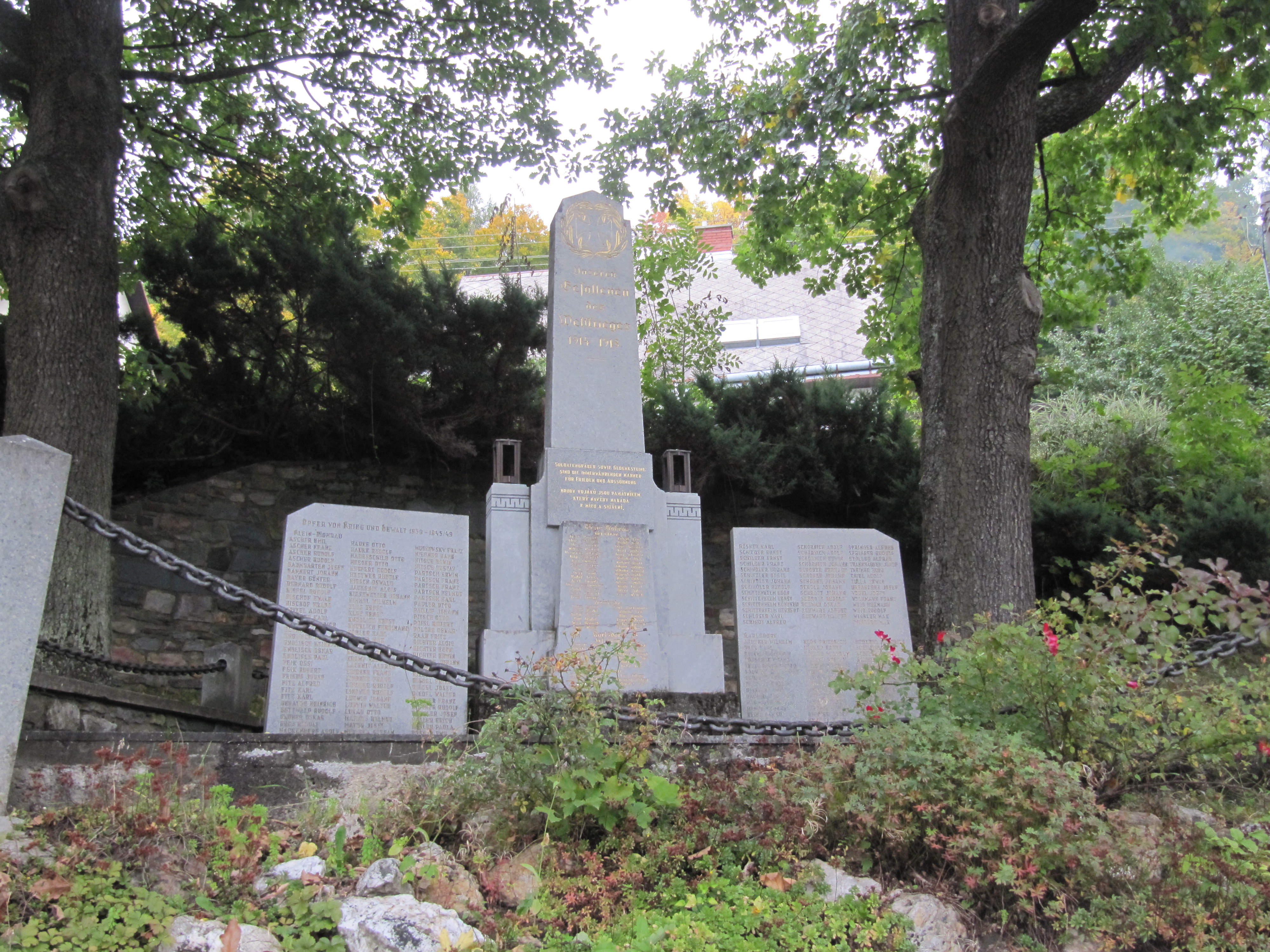
Pomník obětem druhé světové války
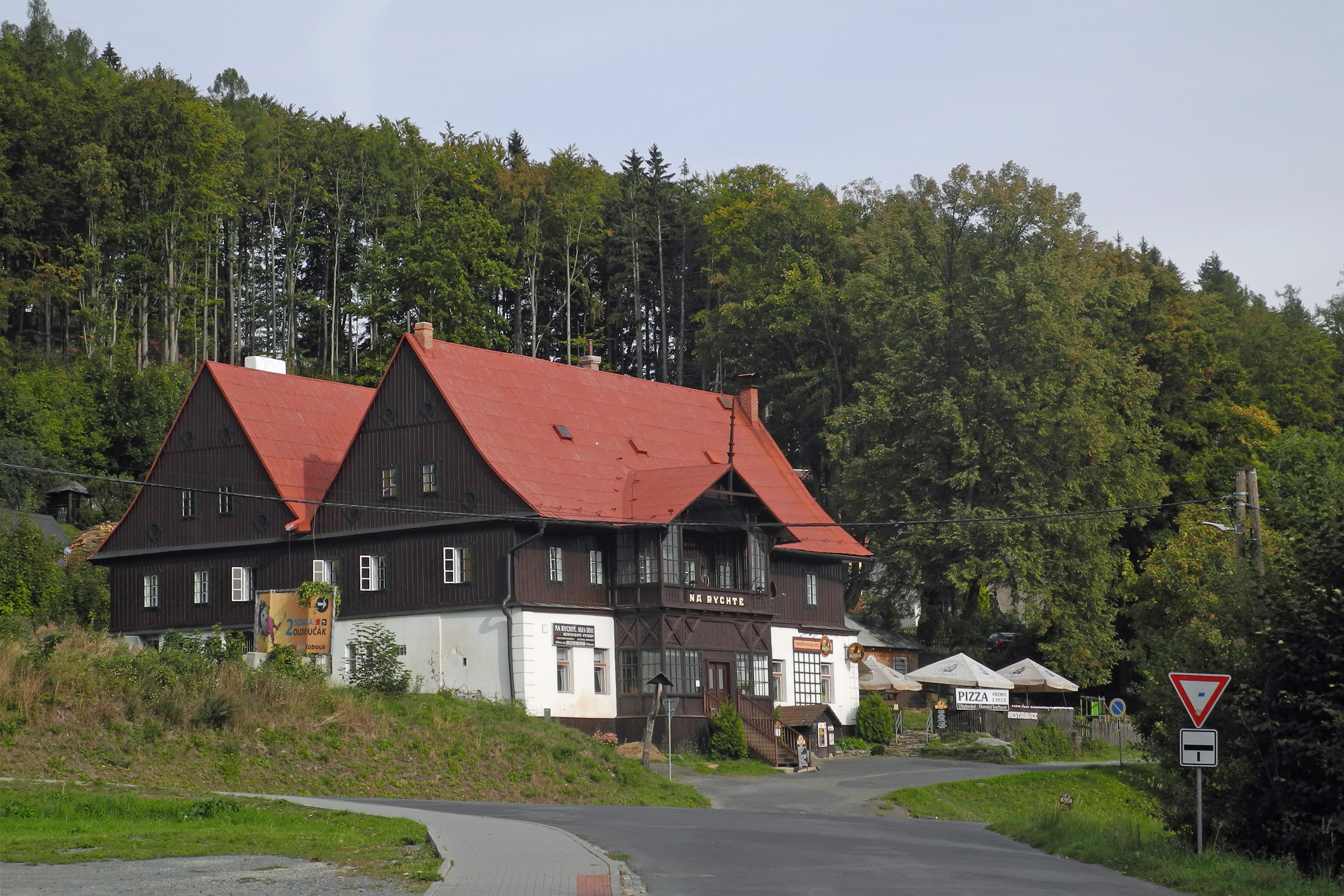
Rychta
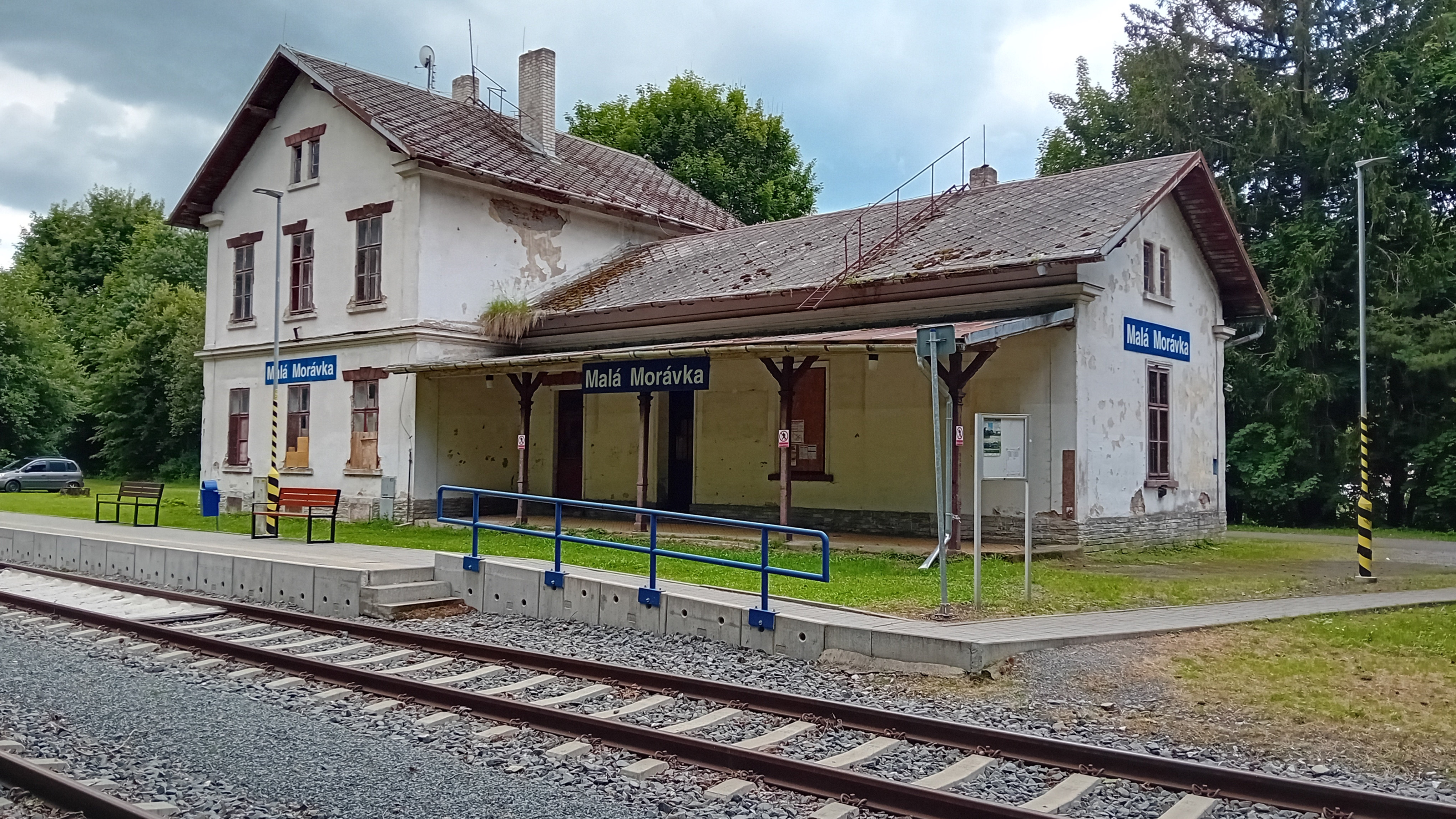
Nádraží

## Členění obce
Obec se člení na dvě části obce (zároveň katastrální území a základní sídelní jednotky):
- Malá Morávka – část na levém břehu Moravice leží ve Slezsku, část na pravém břehu leží na Moravě a původně náležela ke katastru Dolní Moravice. Na této připojené části se dnes nachází čísla popisná 5, 6, 13, 39, 40, 41, 42, 43, 44, 62 a čísla evidenční 3, 59 a 60.
- Karlov pod Pradědem – leží na Moravě

## Územní spor
Obec Karlova Studánka vznikla jako samostatná obec s vlastním katastrem k 1. lednu 1953 vyčleněním části území z katastru obcí Suchá Rudná, Ludvíkov a Malá Morávka. Rozloha nového katastru byla poměrně velmi malá (přibližně 54 ha) a zahrnovala pouze bezprostřední okolí lázeňského osídlení. Po svém vzniku začala obec usilovat o územní rozšíření a získala k tomu podporu jak od okresního národního výboru v Bruntále, tak od orgánů či organizací provozujících rekreační zařízení v této zájmové oblasti (chaty Ovčárna a Barborka a Kurzovní chata). Protože Malá Morávka byla mezitím přeřazena do okresu Rýmařov, požadavky se musel zabývat krajský národní výbor v Olomouci, protože změnami hranic obcí by došlo i ke změně hranic okresů. Změna hranic obcí a tím i okresů, tj. odpojení severní části katastru obce Malá Morávka o rozloze kolem 400 ha (okolí Pradědu s rekreačními chatami Barborka a Ovčárna) byla s účinností od 1. ledna 1955 po předchozím souhlasu dotčených obcí schválena plenárním zasedáním KNV v Olomouci dne 5. února 1955. K realizaci nově stanovených hranic v terénu a v katastrální mapě však nikdy nedošlo, přestože změna hranic byla publikována v tehdejším Úředním listu ve smyslu vládního nařízení č. 16/1954 Sb. Podle textu usnesení KNV v Olomouci mělo být od katastru obce Malá Morávka odloučeno území o rozloze přibližně 400 ha, zatímco později sporné území mělo rozlohu 1034 ha, což znamená, že slovní znění tohoto usnesení je v rozporu s deklarovaným elaborátem Oblastního ústavu geodézie a kartografie v Opavě, které tak je spíše jen zobrazením požadavků a nároků obce Karlova Studánka, nikoli promítnutím skutečného či domnělého právního stavu.
V roce 1987, když obě obce již spadaly do okresu Bruntál, plenární zasedání ONV v Bruntále dne 17. června 1987 pod čj. vnitř. 28/1987 schválilo se souhlasem národních výborů dotčených obcí (Karlova Studánka dala souhlas na plenárním zasedání 27. října 1986) změny hranic katastrálních území obcí Vrbno pod Pradědem, Karlova Studánka, Karlovice, Heřmanovice, Malá Morávka, Holčovice, Světlá Hora a Široká Niva. Podle této změny hranic spadá podstatná část sporného území do katastru obce Malá Morávka a liší pouze v detailech od hranice z roku 1953. Toto rozhodnutí o změně hranic bylo realizováno v katastrálních mapách i vyznačením v terénu.
Fakticky si však výkon správy ve sporném území atrahovala obec Karlova Studánka, a to zejména tím, že vyměřovala a vybírala místní poplatky. Po roce 1989 se obec Karlova Studánka úspěšně domáhala legalizace tohoto stavu, přednosta Okresního úřadu v Bruntále zaslal dne 18. března 1991 zainteresovaným obecním úřadům i na orgány geodézie dopis, v němž tvrdí, že rozhodnutí ONV v Bruntále z roku 1987 je nicotné. Obec Malá Morávka se proti tomuto názoru ohradila podáním Ministerstvu vnitra ČR. Ministerstvo odmítlo „deklaraci nicotnosti“, avšak podle pozdějšího nálezu ústavního soudu nedostatečně rozlišovalo mezi nesprávným či nezákonným správním aktem a aktem nicotným. Následně se obec Karlova Studánka obrátila na Okresní soud v Bruntále s žalobou na určení katastrálních hranic mezi oběma obcemi. Okresní soud v Bruntále však řízení zastavil pro nedostatek pravomoci soudu.
Rozhodnutí z let 1955 i 1987 byla vydána oprávněným státním orgánem při respektování tehdy platných právních předpisů, tedy pozdějším rozhodnutím bylo derogováno předchozí rozhodnutí, avšak obec Karlova Studánka tvrdila, že rozhodnutí KNV z roku 1955 nebylo žádným dalším rozhodnutím zrušeno ani změněno. Na sporné území si však činily nárok obě obce, na což stavební úřad ve Vrbně pod Pradědem reagoval tak, že ke stavebním řízením zval jako dotčené instituce obě obce. Obě obce rovněž trvaly na tom, že na daném území mají komptetence ve vztahu k záležitostem veřejného pořádku.
Ministerstvo vnitra ČR svým přípisem z 1. července 1998 odmítlo v celé záležitosti rozhodovat a ztotožnilo se se stanoviskem ředitele odboru všeobecné správy vyjádřeným v dopise ze dne 11. června 1998. Obec Malá Morávka podala ústavní stížnost proti nečinnosti Ministerstva vnitra ČR i Okresního úřadu v Bruntále. Z korespondence vedené s Okresním úřadem v Bruntále plynulo, že tento úřad se ztotožňoval s právním názorem obce Karlova Studánka, že katastrální hranice byly dosud určeny usnesením KNV v Olomouci ze dne 21. 12. 1954, a proto okresní úřad odmíl učinit jakákoli opatření proti nesprávným či nezákonným aktům této obce. Obec Malá Morávka v ústavní stížnosti hodnotila nečinnost okresního úřadu v této věci jako nezákonný zásah okresního úřadu do práv zastupitelstva obce Malá Morávka. Protože jde o kompetenční spor mezi orgány dvou samosprávných celků, rozhodnutí přísluší ústavnímu soudu. Ústavní soud rozhodl ve prospěch obce Malá Morávka.